# Kofūd
Kofūd är en ort i Iran.   Den ligger i provinsen Gilan, i den nordvästra delen av landet, 280 km nordväst om huvudstaden Teheran. Kofūd ligger 32 meter över havet och antalet invånare är 213.
Terrängen runt Kofūd är platt åt nordost, men åt sydväst är den kuperad. Terrängen runt Kofūd sluttar österut.Runt Kofūd är det ganska tätbefolkat, med 134 invånare per kvadratkilometer. Närmaste större samhälle är Reẕvānshahr, 16,2 km norr om Kofūd. Trakten runt Kofūd består till största delen av jordbruksmark.